# 栃木会館
栃木会館（とちぎかいかん）は、栃木県宇都宮市本町にかつて存在した、栃木県所有のコンサートホールやオフィスビルの複合施設である。旧館（大ホール）は栃木県所有、新館は栃木県とJAグループ栃木（JA全農栃木、JA共済連栃木、JAかみつが厚生連、JA佐野厚生連、JA栃木畜産連、酪農とちぎ農業協同組合、栃木県酪農農業組合、栃木県開拓農業協同組合、JAバンク栃木）の合同ビルであった。

## 施設概要
大ホールの旧館とオフィスビルの新館があった。向かいの地に栃木県総合文化センターが開館すると、旧館は解体され芝生広場となった。後に新館も解体され、2024年現在は栃木県庁前芝生広場となっている。

### 旧館
- 1955年（昭和30年） - 完成

設計は柴岡亥佐雄、ホール入口ピロティには岡本太郎が提案し山内壮夫が制作した大谷石の彫刻「意志と思索」で包まれた柱が2本と打ちっぱなし円柱の柱2本があった。
鉄筋コンクリート地下1階地上2階建てのホール・ギャラリー棟、地下1階地上4階建ての別館（県立図書館）で構成されている。
- 栃木会館大ホール、ギャラリー、県立図書館（1971年（昭和46年）の図書館の新築移転後は、大ホールの楽屋・控室に改修）
- 1991年（平成3年） - 閉館

### 新館

栃木会館新館

- 1963年（昭和38年） - 完成 : 地上8階、塔屋3階、地下3階建て、延床面積約1万5千平方メートル
- 2004年（平成16年）3月 - 小ホール閉鎖
- 2016年（平成28年） - 閉館

#### 新館入居施設
- 8階 栃木放送（県域中波放送局）
- 7階 一般社団法人栃木県経営者協会、交通安全協会、栃木放送
- 6階 栃木県企業局
- 5階 栃木県市町村職員共済組合
- 4階 国保連、公益社団法人とちぎ環境・みどり推進機構
- 3階 結婚式場（1977年の閉鎖後は会議室へ改装）、 (一財)栃木県交通安全協会
- 2階 栃木県医薬品卸協会、社団法人 栃木県幼稚園連合会
- 中2階 県民ホール、栃木放送会議室、大ホール連絡通路
- 1階 正面入口、農協観光（農協会館棟）
- 地下1階 小ホール（約400席）、地下商店街

##### 結婚式場
出典
設備
3階に神前式の結婚式場、これに隣接しスタジオ、新郎と新婦の着付け室、親族や神官の控室のほか、会議室と兼用の披露宴会場。2階にはレストラン、地下商店街には理美容室があり、一切の結婚式業務ができる体制を整えていたが、招待者用の控室はなく、中2階の県民ホールや各階の廊下で代用した。3階の披露宴会場と2階のレストラン厨房の間には、当時としてはめずらしい調理用ダムウェーター2基が設置されていた。
式場の運営等
受付と挙式当日の業務一切を会館総務課と出入り業者で組織する「高砂会」が担当し、繁忙期はアルバイトも使用した。
開館年の昭和38年度は133組、昭和41年度の239組を最高に当時は民間の結婚式場は整備されていなかったため花盛りの利用状況であった。
昭和40年代末から50年代前半にかけて、宇都宮市内にも民間の結婚式場が次々に建設されると、豪華な結婚式を望む風潮もあり栃木会館での挙式数は年間100組を下回るようになり、昭和51年度は19組になった。近くに「みくら山会館」など結婚式場を持つ施設もできたことから、県としては栃木会館の結婚式業務について当初の目的を果たしたとして、1977年（昭和52年）3月末を以て廃止した。

## 沿革
参考に県内の文化施設の落成等も記述する。1991年までの出典は、特記以外である。
- 1952年(昭和27年)2月 - 前年に再選した小平重吉知事が「栃木会館」の構想を表明。
- 1954年(昭和29年)
  - 2月25日 - 小委員会にて「栃木会館」の名称決定。
  - 9月 - 栃木会館及び栃木県立図書館建設起工式挙行
- 1955年(昭和30年)
  - 3月 - 落成式[4]
  - 11月15日 - こけら落とし公演[5]
- 1956年(昭和31年)
  - 2月 - ウィーン少年合唱団講演
  - 3月 - 第1回主催事業として橘秋子バレエ団による特別講演。
- 1961年(昭和36年) 3月 - 新館（県総合会館） 起工式
- 1963年(昭和38年)
  - 3月30日

県総合会館を新館とし、大ホールおよびギャラリー棟を旧館と称すこととなった。
県公会堂跡に栃木会館新館（県総合会館）落成
栃木放送が新館8階に入居
- 4月 - 栃木会館にて結婚式業務を開始。
- 11月 - 大ホールの新しい「どん帳」を披露。
- 1964年(昭和39年)
  - 1月 - 栃木会館クラブが発足
  - 9月 - 大ホールにて「東京オリンピックの聖火を迎える県民のつどい」。
  - 10月 - 大ホールにて「東北本線複線開通記念式典」。
  - 12月 - 大ホールにて「東京オリンピック優勝のニチボー貝塚バレーボールチーム歓迎会」。
- 1965年(昭和40年)10月 - 栃木会館10周年フェスティバル開催。
- 1966年(昭和41年)
  - 9月 - 足利市民会館が落成。
  - 10月 - 小ホールで「野岩線全通促進大会」。
- 1968年(昭和43年)
  - 3月 - 栃木県商工会館（後の塙田会館）が完成。
  - 11月 - 大ホールで「明治100年記念式典」。
- 1969年(昭和44年)
  - 7月1日 - 県の直営から同日に発足した「社団法人栃木会館」へ運営委託
  - 11月 - 大田原総合文化会館が落成。
- 1970年(昭和45年) - 工費1,800万円を投じて、大ホールの客席椅子更新および舞台照明改修工事実施。
- 1971年(昭和46年)5月 - 県立図書館が完成
- 1972年(昭和47年)
  - 10月 - 大ホールにて開催の済生会総会出席のため高松宮・同妃が来館。
  - 11月 - 日光市総合会館が落成、栃木県立美術館が完成。
- 1973年(昭和48年)
  - 1月 - 栃木県と宇都宮市が公立文化施設の建設をめぐりトップ会談。
  - 6月 - 大ホールにて「県制100年記念祝典」。
  - 9月 - 宇都宮市文化会館を旧宇都宮刑務所跡地に建設することで県と宇都宮市のトップ会談で合意。
  - 10月 - 藤原町総合文化会館が落成。
- 1974年(昭和49年)11月 - 真岡市民会館が落成。
- 1975年(昭和50年)
  - 4月 - オイルショックによる諸経費の高騰に伴い栃木会館の使用料を平均50%値上げ
  - 5月 - 県立盲学校跡に青年会館が完成
- 1976年(昭和51年) 5月 - 塩原町文化会館が完成、栃木県教育会館の移転新築が決まる。
- 1977年(昭和52年)
  - 3月末 - 新館3階の結婚式場を閉鎖
  - 4月 - 今市市文化会館が落成。
  - 10月 - 結婚式場および控室を会議室に改装し貸付利用開始
  - 約3,500万円で大ホールの照明設備改修工事。小ホールにスプリンクラー取り付け工事。
- 1978年(昭和53年)7月 - 小山市立文化センターが落成。
- 1979年(昭和54年)
  - 6月 - 佐野市文化会館が落成。
  - 9月 - 収容定員1,000名のホールを備えた栃木県教育会館が完成。
  - 11月 - 小ホールにて県議会100年記念式典。
  - 約2,500万円で大ホールおよびギャラリーの内外装改修工事。
- 1980年(昭和55年)4月 - 収容定員2,000名の大ホールおよび定員500名の小ホールを持つ宇都宮市文化会館が落成。
- 1981年(昭和56年)5月 - 矢板市文化会館が落成。
- 1982年(昭和57年)
  - 6月 - 黒磯市文化会館が落成。
  - 11月 - 足利市総合会館が完成。
  - 約1,800万円で大ホール客席椅子張替工事。約1,800万円で小ホール舞台床張替および照明器具更新工事。
- 1983年(昭和58年)
  - 4月 - 栃木県が栃木会館の向かいに位置する宇都宮市庁舎跡地の買収に意欲を示す。
  - 10月 - 栃木市文化会館が落成、高根沢町町民ホールが落成。
- 1984年(昭和59年)
  - 4月 - 栃木会館の使用料平均20%値上げ。
  - 10月 - 鹿沼市民文化センターが落成。
  - 11月 - 大ホールにて「宇都宮市40万都市誕生記念シンポジウム」開く。
  - 昭和58～59年度の2ヵ年継続で約2億2500万円を投じ、新館冷暖房機器および空調機更新工事。
- 1985年(昭和60年)
  - 7月 - 県が宇都宮市庁舎跡地の買収を表明
  - 10月 - 渡辺知事が宇都宮市庁舎跡地に国際会議場を持つ文化施設の建設を表明
  - 11月 - 都賀町産業文化会館が落成、二宮町民会館が落成。
- 1986年(昭和61年)7月 - 西那須野町町民ホールが落成。
- 1988年(昭和63年)
  - 4月 - 益子町民会館が落成。
  - 5月 - おおひら町民ホール落成。
  - 約2,800万円で小ホールの音響設備改修。約7000万円で新館の内装等改修工事および冷却塔などの更新工事。
- 1989年(平成元年) 
  - 10月 - 栃木県立宇都宮産業展示館（マロニエプラザ）が落成。
  - 約8,000万円で新館の外壁改修工事。
- 1991年 - 栃木県総合文化センターが完成し、大ホール閉館。
- 2004年3月 - 小ホール閉鎖[6]
- 2016年
  - 2月 - 栃木放送が部署ごとに引越し開始
  - 3月 - 栃木県経営者協会が退去[7]
  - 3月27日 - 栃木放送が栃木会館からの放送を終了
  - 11月 - 栃木会館の解体工事が開始される[8][9][10]